# Blechnum cordatum
Blechnum cordatum är en kambräkenväxtart som först beskrevs av Nicaise Augustin Desvaux, och fick sitt nu gällande namn av Georg Hans Emmo Wolfgang Hieronymus. Blechnum cordatum ingår i släktet Blechnum och familjen Blechnaceae. Inga underarter finns listade.

## Bildgalleri

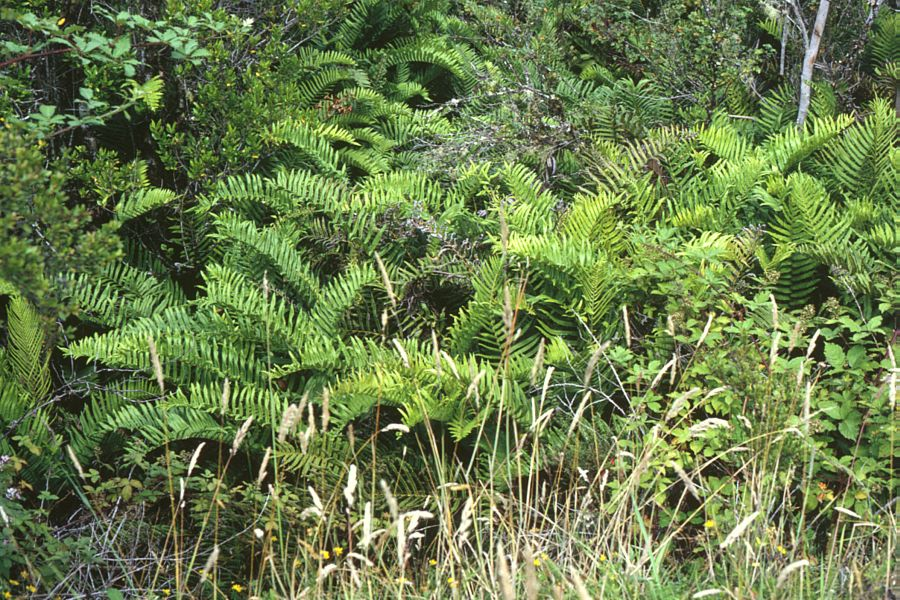